# Noch und Nöcher
Noch und Nöcher ist ein deutscher Experimentalfilm von Natias Neutert aus dem Jahre 1965, dessen Besonderheit unter anderem  darin besteht, mit Iris Berben nur eine einzige Darstellerin überhaupt und sonst niemanden agiert haben zu lassen.

## Technische Ergänzungen
16-mm-Farbfilm, Kopierwerk: Atlantik. Titel-Trickaufnahme: Kurt Rosenthal. Ton: Lupus Wolf. Rezitation des Zitats von Georg Wilhelm Friedrich Hegel: Natias Neutert.

## Premiere, Aufführungsorte
Der Film hatte seine Premiere im Programmkino Arsenal 1965 in Berlin, lief danach beim Münchner Filmfest 1966
und als Vorfilm zum Kinofilm Lebenszeichen? von Werner Herzog, im Arbeitskreis Film und Fernsehen der Universität Hamburg, Audimax 1968